# Анастасия Даниловна
Анастасия Даниловна (ум. около 1277) — дочь князя Даниила Романовича Галицкого и Анны Мстиславны, дочери князя Мстислава Мстиславича Удатного.

## Биография
Предполагается Д. Домбровским, что она могла родиться в 1230-е годы. В летописях упоминается лишь в двух случаях: в связи с её браком в 1250/1251 году и с бегством от Неврюевой рати в 1252 году.

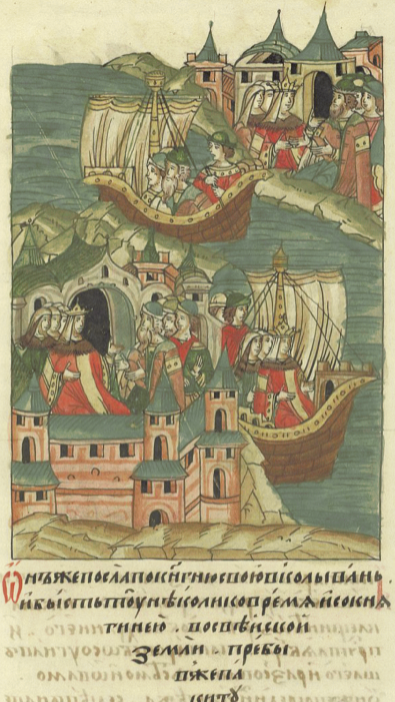
Анастасия Даниловна отплывает в Свейскую землю

Зимой 1250/1251 года была венчана двумя Кириллами — киевским митрополитом и ростовским епископом. Церемония была пышной и происходила она в соборе Успении Богородицы во Владимире. Её мужем стал Андрей Ярославич, великий князь владимирский (1249—1252). По мнению В. А. Кучкина, присутствие двух высших православных иерархов на брачной церемонии придавало особую значимость этому союзу. С точки зрения каноничности этот брак был сомнительным, поэтому понадобилось принятие таких мер. В течение брака родила двух сыновей — Юрия и Михаила (о третьем сыне Василии информация спорная).
Брак владимирского князя с дочерью галицкого князя означал антиордынский союз между Андреем Ярославичем и Даниилом Романовичем. Последний пытался объединить усилия русских князей против монголов. Однако неожиданный поход хана Неврюя в 1252 году этот план не дал осуществить. Монголы разбили войска князя Андрея и разорили Переславль-Залесский, и владимирский князь бежал в Швецию.
Перед шведским побегом Андрей Ярославич пытался закрепиться в Новгороде, но там его не приняли. Тогда он отправился в Псков, и там дождался приезда жены. Потом вместе с ней перебрался в Колывань, где её и оставил. В Швеции укрепив свои позиции, он послал в Колывань за своей женой.
Умерла, по версии Д. Домбровского, примерно между 1253 и 1277 годами (в «Родословии князей витебских» упоминается последняя дата). Где именно погребена, неизвестно.

## Имя
В летописных источниках (Лаврентьевская летопись, Московский летописный свод конца XV века, Львовская летопись, Тверская летопись и другие) выступает как дочь Даниила Романовича или как Даниловна Романовича, без упоминания имени. Имя Анастасия в форме «Nastazja» упоминается в спорном источнике «Родословии князей витебских», изданной Т. Нарбутом в «Pomniki do dziejów litewskich».
Исследователи XIX века К. Н. Бестужев-Рюмин и М. Д. Хмыров называли ее Юстиной, то есть Устиньей. В Никоновской летописи есть упоминание под 1278 годом о смерти князя Андрея и его жены Устиньи. Где есть приписка напротив этого места: «Андрей Ярославич углиц.». По версии А. В. Экземплярского, произошла путаница Андрея Ярославича с Андреем Владимировичем князем углицким, и приписывание жены последнего суздальскому князю. Также об ошибочности имени Юстина пишет Д. Домбровский, но и ставит под вопрос имя Анастасия.

## Дети
- Юрий Андреевич (князь суздальский)
- Михаил Андреевич (князь суздальский)